# Jovan Krneta
Jovan Krneta (in serbo Јован Крнета?; Belgrado, 4 maggio 1992) è un calciatore serbo, difensore svincolato.

## Palmarès

### Club

#### Competizioni nazionali
- Campionato serbo: 1

Stella Rossa: 2013-2014